# Torre Le Nocelle
Torre Le Nocelle község (comune) Olaszország Campania régiójában, Avellino megyében.

## Fekvése
A település a Calore Irpino és a Sabato völgyének találkozásánál fekszik. Határai: Mirabella Eclano, Montemiletto, Pietradefusi, Taurasi és Venticano.

## Története
A települést a 11. század elején alapították a normannok Turricella néven. 1280-ban a Montefusco nemesi család birtokába került, ekkor változtatták meg nevét Torre di Montefuscóra. A 14. századtól Torre Nucella néven emlegették, a területén fekvő Nucelle-völgy neve után. 1862-ben vált önálló községgé.

## Népessége
A népesség számának alakulása:

## Főbb látnivalói
- a középkori központ szűk utcáival és lépcsősoraival
- a 8. században épült San Ciriaco-templom, amelyet az 1980-as földrengés által okozott súlyos rongálások után újjáépítettek
- a templomhoz tartozó campanile (harangtorony)